# Mecanismo europeu de proteção civil

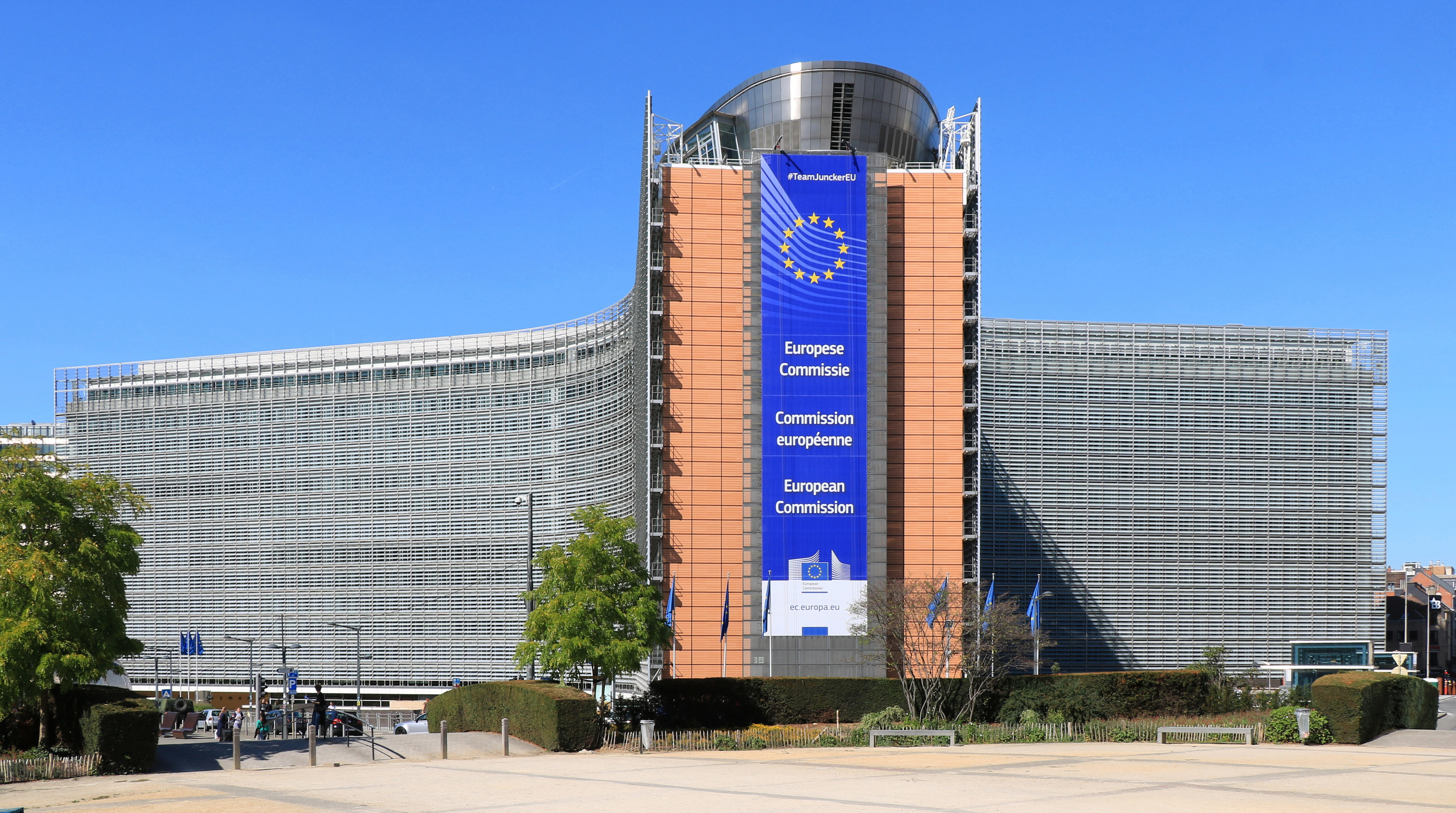
Sede da Comissão Europeia em Bruxelas (Edifício Berlaymont).

O Mecanismo de Proteção Civil da UE, instituído em 2001 pela Comissão Europeia, visa fortalecer a colaboração entre os países da UE e 10 Estados participantes, como a Noruega e a Ucrânia, para melhorar a prevenção, preparação e resposta a catástrofes. Este mecanismo oferece uma plataforma coordenada para que qualquer país, em caso de emergência, possa solicitar assistência, com a Comissão desempenhando um papel crucial na mobilização de recursos e cobrindo até 75% dos custos operacionais e de transporte. A coordenação conjunta, conforme o mecanismo, é essencial, pois desastres não respeitam fronteiras, e uma resposta unificada evitaria a duplicação de esforços, melhoraria a eficiência e garantiria que a assistência chega rapidamente às pessoas mais afetadas. Além de emergências dentro da UE, o mecanismo é ativado para crises globais, tendo sido utilizado mais de 700 vezes desde sua criação, com respostas significativas à guerra na Ucrânia, terremotos na Turquia e Síria, e incêndios florestais por toda a Europa. O Mecanismo também apoia a preparação e prevenção de desastres através de intercâmbios de boas práticas entre os Estados, promovendo o desenvolvimento contínuo de padrões comuns e garantindo que equipes internacionais possam operar de forma conjunta e eficaz. Em 2019, o mecanismo foi fortalecido com a criação do rescEU, uma reserva estratégica de recursos para crises, que amplia a capacidade europeia de responder a incêndios florestais, emergências médicas e incidentes químicos, biológicos ou nucleares. A ação coordenada da UE, especialmente em resposta à guerra da Rússia contra a Ucrânia, representa a maior ativação do mecanismo, com milhões de itens de assistência enviados e centros logísticos criados em países como Polônia e Romênia para coordenar os esforços. Além disso, o mecanismo engloba evacuações médicas e ajuda humanitária, contribuindo para uma resposta mais robusta e coerente às crises globais. Através de treinamentos, exercícios e avaliações de risco, a UE também apoia os Estados-Membros na melhoria contínua de suas capacidades de resposta a desastres, garantindo uma abordagem mais integrada e eficaz.